# Лепа (лодка)

Лепа – лодка даяков, Регата 2016 г.

Ле́па (Lepa) – разновидность одномачтовой лодки у народности сама куванг, входящей в группу  даяков (Сабах, Малайзия). Лодка имеет изображение дракона на носу, украшена разнообразной и красочной резьбой, яркими флажками. С 1994 года  в рамках праздника урожая  (21-23 апреля) в районе Семпорна проводится ежегодная регата
Такие лодки известны с 14 века, в прошлом их использовали морские пираты, доминировавшие в море Сулавеси